# Hesat

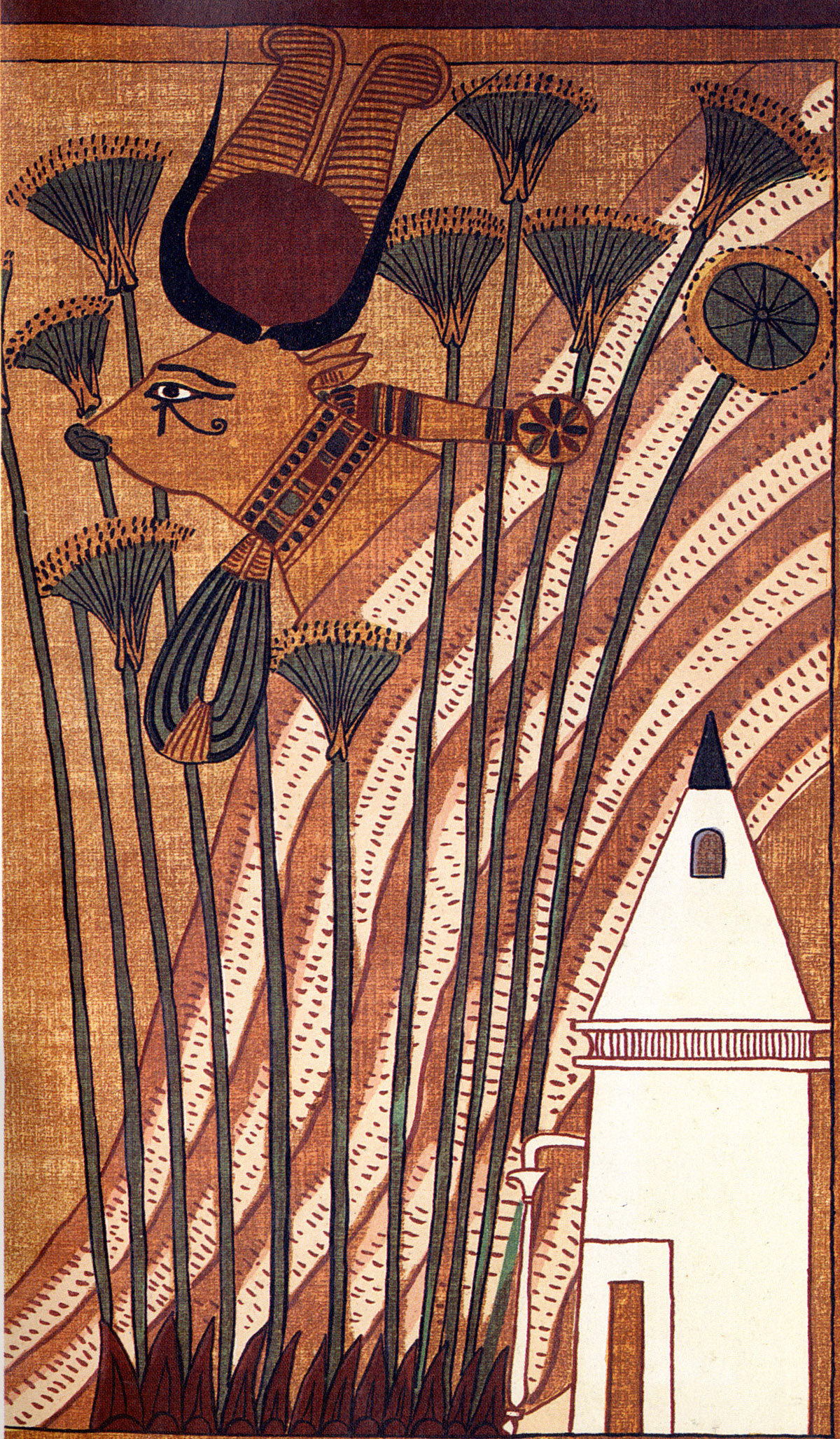
Representación de Hesat como una vaca, con quien Hathor está relacionada.

Hesat es una antigua diosa egipcia en forma de vaca. Se decía que proporcionaba leche a la humanidad (llamada «la cerveza de Hesat») y, en particular, amamantaba al faraón y a varios dioses toros del antiguo Egipto. En los textos de las Pirámides se dice que es la madre de Anubis y del rey fallecido. Estaba especialmente relacionada con Mnevis, el dios toro viviente adorado en Heliópolis, y las madres de los toros Mnevis fueron enterradas en un cementerio dedicado a Hesat. En la época ptolemaica (304-30 a. C.) estuvo estrechamente vinculada con la diosa Isis.
En la mitología egipcia, Hathor es una de las principales deidades del ganado, ya que es la madre de Horus y Ra y está estrechamente asociada con el papel de la realeza y la reinado. Hesat es una de las manifestaciones de Hathor, generalmente representada como una vaca blanca que representa la pureza y la leche que produce para dar vida a la humanidad. Otras deidades bovinas femeninas incluyen Sekhat-Hor, Weryt y Shedyt. Sus contrapartes masculinas incluyen Apis, Mnevis, Sema-wer y Ageb-wer.

## Representaciones artísticas
Si bien no hay muchas imágenes de Hesat grabadas y publicadas, hay algunas representaciones en piezas que pertenecen a los principales museos del mundo. El Museo Metropolitano de Arte tiene una colección llamada Scarab with the Representation of Hathor as a Cow. Los jeroglíficos en esta pieza del período tardío se leen ḥȜst o ḥsȜt determinados con una vaca recostada con los siguientes jeroglíficos:
| HA | V17 | t |

Esta ortografía de su nombre utiliza la sustitución criptográfica, que se estableció en el Imperio Nuevo. La ortografía fonética tradicional del nombre de Hesat de períodos anteriores se escribía generalmente de la siguiente manera:
| V28 | O34 | G39 | G1 | t | E4 |